# Preparandija
Preparandija (  od lat. praeparandus: koji se treba unapred spremiti i nem. Schule: škola) je pripremna škola, učiteljska škola ili škola za učitelje u osnovnim školama.
Preparandista (ž. preparandistkinja) je učenik preparandije, polaznik preparandije ili učenik učiteljske škole. Takođe preparand može da znači i učiteljski pripravnik, onaj koji se sprema za učitelja, tj. đak učiteljske škole, preparandista.